# KK’s Priest
KK's Priest — британская метал-группа бывшего гитариста Judas Priest Кеннета Даунинга.

## История
3 ноября 2019 года К. К. Даунинг совместно с другими бывшими участниками Judas Priest барабанщиком Лесом Бинксом и вокалистом Тимом Оуэнсом, басистом Megadeth Дэвидом Эллефсоном и гитаристом Hostile А. Дж. Миллсом отыграл специальный концерт в Вулвергемптоне, где они исполнили песни Judas Priest разных эпох. Это выступление можно считать предтечей KK’s Priest.
В январе 2020 года К. К. Даунинг официально объявил о формировании KK’s Priest. Вместо Эллефсона, который сосредоточился на Megadeth, место бас-гитариста занял Тони Ньютон, отметившийся в Voodoo Six. Выпуск альбома был намечен на август, но впоследствии дата была перенесена на 1 октября. Барабанщик Лес Бинкс так и не смог поучаствовать в записи альбома из-за повреждения руки, его номинально заменил барабанщик Cage Шон Элдж. Планируется, что Бинкс впоследствии продолжит играть вместе с Элджем в живых выступлениях. Также, после скандального увольнения Эллефсона из Megadeth, шли слухи о вхождения Джуниора в группу на постоянной основе, впоследствии Даунинг опроверг это. Клип «Hellfire Thunderbolt» вышел 13 мая 2021 года, всего из 10 песен альбома 5 получили свой видеоряд. Sermons of the Sinner вышел 1 октября 2021 года на лейбле Ex1 Records и занял первую строчку чарта Billboard Top New Artists, 54 место в чартах Великобритании, а также 18-е в Германии и 12-е в Швейцарии. Критиками он выл встречен благосклонно, однако обширной критике были подвергнуты бледные и клишированные тексты песен. Также критики отметили, что группа Даунинга смогла избежать самоцитирования материала Judas Priest, хотя тексты и музыка содержат намёки на прошлую группу (например, текст Sermons of the Sinner и гитарный бридж в середине Return of the Sentinel).
Даунинг вскоре заявил, что уже готовит с группой материал для следующего альбома.

## Дискография

### Студийные альбомы
- Sermons of the Sinner (2021)
- The Sinner Rides Again (2023)

### Музыкальные клипы
- Hellfire Thunderbolt
- Brothers of the Road
- Sermons of the Sinner
- Raise Your Fists
- Return of the Sentinel
- One More Shot At Glory
- Reap The Whirlwind
- Strike Of The Viper

## Состав
- Кеннет (К. К.) Даунинг — гитара (2019, 2020—н. в.)
- Тим Оуэнс — вокал (2019, 2020—н. в.)
- А. Дж. Миллс — ритм-гитара (2019, 2020—н. в.)
- Тони Ньютон — бас-гитара (2020—н. в.)
- Шон Элдж — ударные (2021—н. в.)

### Бывшие участники
- Лес Бинкс — ударные (2019, 2020, живые выступления: 2022—н. в.)
- Дэвид Эллефсон — бас-гитара (2019, только концерт в Вулвергемптоне)